# Nam vương Toàn cầu 2022
Nam vương Toàn cầu 2022 là cuộc thi Nam vương Toàn cầu lần thứ tám được tổ chức tại Chiang Mai, Thái Lan vào ngày 11 tháng 2 năm 2023. Juan Carlos Ariosa đến từ Cuba đăng quang ngôi vị Mister Global.

## Kết quả

### Thứ hạng
| Hạng               | Thí sinh |
| ------------------ | --- |
| Mister Global 2022 | - Cuba – Juan Carlos Ariosa |
| Á vương 1          | - Colombia – Oscar Guerrero |
| Á vương 2          | - Brasil – William Gama |
| Top 5              | - Hàn Quốc – Kim Hee Won - Thái Lan – Setthapan Thongsuk |
| Top 15             | - Ấn Độ – Chena Ram Choudhary - Ba Lan – Daniel Dejneżenko - Bắc Síp – Mehmet Ağazade - Chile – Demian Salinas - México – Ángel Garciglia - Nigeria – Senator Isinwa - Perú – Julio Dulanto - Nam Phi – Pierre Nel - Tây Ban Nha – Jesús Miguel - Việt Nam – Thạch Kiêm Mara |

### Giải thưởng đặc biệt
| Giải thưởng              | Thí sinh                                | T.k.  |
| ------------------------ | --------------------------------------- | ----- |
| Best Charming Smile      | - Hàn Quốc – Kim Heewon                 | [ 8 ] |
| Best in Swimwear         | - Bắc Síp – Mehmet Vahip Agazade        | [ 8 ] |
| Best Model               | - Thụy Sĩ – Santer Willy                | [ 8 ] |
| Best National Costume    | - Philippines – Mark Avendaño           | [ 8 ] |
| Mister Congeniality      | - Cộng hòa Dân chủ Congo – Samuel Atana | [ 8 ] |
| Mister Photogenic        | - Cuba – Juan Carlos Ariosa             | [ 8 ] |
| Mister Popularity        | - Nigeria – Senator Isinwa              | [ 8 ] |
| Most Inspiring Gentleman | - México – Angel Garciglia              | [ 8 ] |

## Các thí sinh
39 thí sinh dự thi.
| Quốc gia/vùng lãnh thổ | Thí sinh              | Quê quán              |
| ---------------------- | --------------------- | --------------------- |
| Albania                | Boris Gurtner         | Tirana                |
| Ấn Độ                  | Chena Ram Choudhary   | Rajasthan             |
| Ba Lan                 | Daniel Dejneżenko     | Warsaw                |
| Bắc Síp                | Mehmet Ağazade        | Famagusta             |
| Bỉ                     | Matthias Coenjaarts   | Brussels              |
| Brasil                 | William Gama          | Manaus                |
| Campuchia              | Khorn Lythean         | Phnom Penh            |
| Canada                 | Benjamin Filiatrault  | Quebec                |
| Chile                  | Demian Salinas        | Santiago              |
| Colombia               | Oscar Guerrero        | Nariño                |
| Cuba                   | Juan Carlos Ariosa    | Matanzas              |
| Cộng hòa Dân chủ Congo | Samuel Atana          | Kinshasa              |
| Cộng hòa Dominica      | Michael Gómez         | Santo Domingo         |
| Haiti                  | Abdias Augustin       | Cap-Haïtien           |
| Hà Lan                 | Fransel Meyers        | Curaçao               |
| Hàn Quốc               | Kim Hee Won           | Jinju                 |
| Hoa Kỳ                 | Joshua Long           | Georgia               |
| Hồng Kông              | Kenson Seto           | Hong Kong             |
| Indonesia              | Sandhi Jonson         | Padang                |
| Lào                    | Jacky Phimmachak      | Vientiane             |
| Ma Cao                 | Calvin Chan           | Macau                 |
| México                 | Ángel Garciglia       | Baja California Sur   |
| Myanmar                | Shein Min Thu         | Yangon                |
| Nam Phi                | Pierre Nel            | White River           |
| Nepal                  | Nutan Shrestha        | Morang                |
| Nhật Bản               | Sosuke Ichinohe       | Misawa                |
| Nigeria                | Senator Isinwa        | Umuchima              |
| Panama                 | Carlos Córdova        | David                 |
| Perú                   | Julio Dulanto         | Lima                  |
| Pháp                   | Maxime Klinger        | Kembs                 |
| Philippines            | Mark Avendaño         | Biñan                 |
| Puerto Rico            | Jorge Andrés Guzmán   | Guayama               |
| Singapore              | Sean Nicholas Sutiono | Singapore             |
| Cộng hòa Séc           | Leon Vonaký           | Chomutov              |
| Sri Lanka              | Hans Nathan Koch      | Colombo               |
| Tây Ban Nha            | Jesús Miguel          | Algemesí              |
| Thái Lan               | Setthapan Thongsuk    | Phuket                |
| Thụy Sĩ                | Willy Santer          | Toulon                |
| Việt Nam               | Thạch Kiêm Mara       | Thành phố Hồ Chí Minh |

### Dự thi quốc tế khác
Mister Supranational
- 2024:  Haiti — Abdias Augustin[11]